# Beverly Perdueová
Beverly Eaves „Bev“ Perdueová (* 14. ledna 1947, Grundy, Virginie, USA) je americká politička, členka Demokratické strany. V letech 2009 - 2013 byla 73. guvernérem amerického státu Severní Karolína jako první žena v tomto úřadu.

## Život
Narodila se v Grundy ve Virginii a vystudovala bakalářský obor učitelství na University of Kentucky a magisterský a doktorský obor na University of Florida. Před vstupem do politika pracovala jako správkyně nemocnice. V letech 1987 až 1991 byla členkou Sněmovny reprezentantů Severní Karolíny za Demokratickou stranu a v letech 1991 až 2001 byla senátorkou v tamním senátu. V roce 2008 kandidovala v guvernérských volbách, ve kterých porazila Pata McCroryho z Republikánské strany poměrem 50,3:46,9 % hlasů.